# Arabesque (grupo)
Arabesque foi um trio vocal feminino alemão de música disco, que tinha sido formado em Frankfurt am Main no ano de 1977.
Foi integrado desde 1979 pelas cantoras Michaela Rose, de ascendência alemã e mexicana, nascida em 19 de dezembro de 1958; Jasmin Elizabeth Vetter, nascida em 22 de fevereiro de 1956 e ex-membro da seleção nacional alemã de ginástica artística; e Sandra Ann Lauer, nascida em 18 de maio de 1962.
Arabesque foi especialmente popular no Japão e Coreia do Sul, onde vendeu mais de seis milhões de álbuns em ambos os países.[carece de fontes?]